# Esperimento Belle

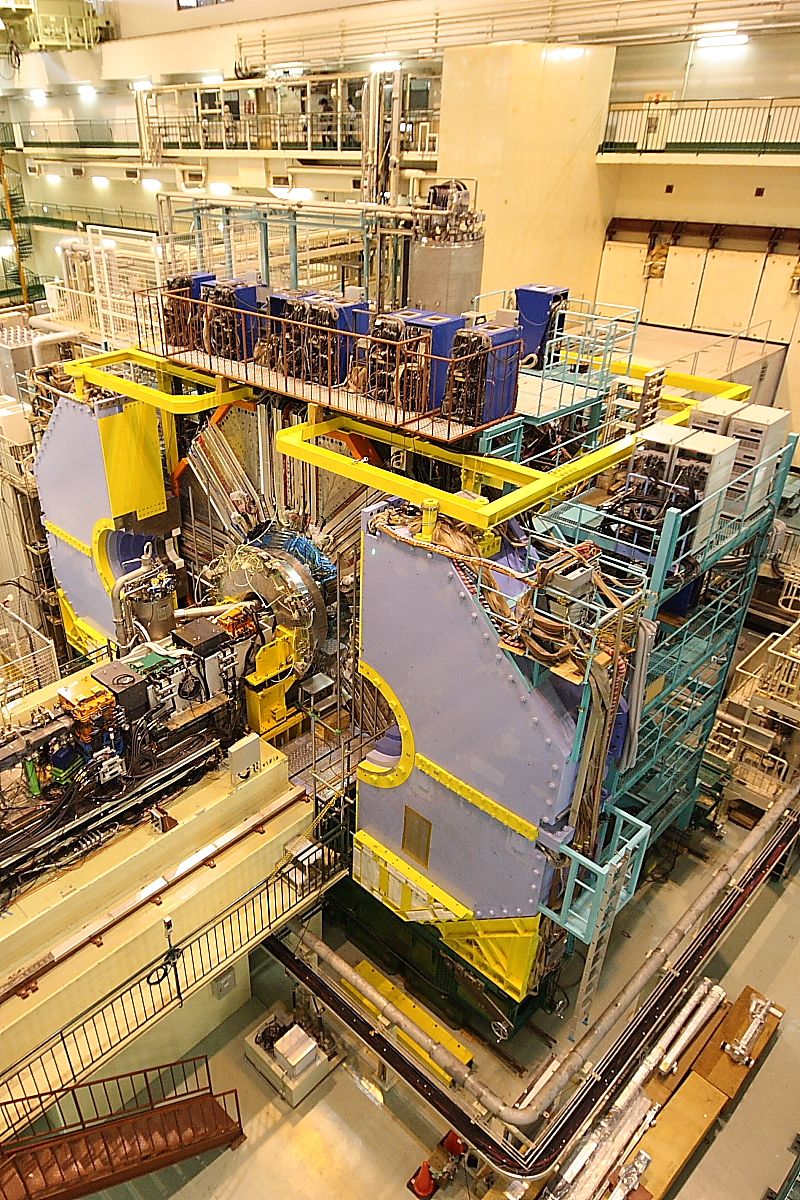
Il rivelatore dell'esperimento Belle

L'esperimento Belle è un esperimento di fisica delle particelle a cui lavorano più di 400 fisici e ingegneri all'interno di una collaborazione internazionale, il cui obiettivo è studiare la violazione CP e i suoi effetti. L'esperimento si trova all'acceleratore KEKB, situato all'interno della High Energy Accelerator Research Organisation (KEK) in Tsukuba, Prefettura di Ibaraki, Giappone.
Nel 2010 è stato approvato il progetto di un upgrade del rivelatore, la nuova B-factory denominata Belle II raggiungerà una luminosità superiore di due ordini di grandezza rispetto a Belle.

## Il rivelatore
Il rivelatore Belle è situato nell'unico punto di collisione dell'acceleratore KEKB, a Tsukuba. Nel punto di collisione vengono fatti scontrare elettroni a un'energia di 8 GeV e positroni a un'energia di 3,5 GeV, per questo motivo KEKB è stato definito un collider asimmetrico. Si tratta di una B-factory, ovvero di un collider in grado di produrre una grande quantità di mesoni B e di studiare i loro decadimenti in mesoni più leggeri.
Il rivelatore è costruito intorno a un solenoide superconduttore che genera un campo magnetico di 1,5 T. Si tratta di un rivelatore multi-strato composto da: un rivelatore al silicio per la ricostruzione dei vertici di decadimento dei mesoni B; una wire drift chamber che identifica le particelle misurandone la traiettoria e la perdita di energia; un contatore Čerenkov e un misuratore del tempo di volo; un calorimetro composto da cristalli di CsI(Tl) per rivelare gli sciami elettromagnetici; contatori composti da piastre resistive per l'identificazione di muoni e mesoni; due rivelatori di cristallo BGO posti nelle direzioni forward e backward per rivelare le particelle diffuse a piccoli angoli rispetto alla direzione dei fasci iniziali.

## Le scoperte
Le scoperte più importanti ottenute dall'esperimento Belle sono le seguenti:
- la prima osservazione della violazione CP, non riguardante i kaoni
- osservazione di {\displaystyle B\to K^{*}l^{+}l^{-}} e di {\displaystyle b\to sl^{+}l^{-}}
- misura di {\displaystyle \phi _{3}} utilizzando il Dalitz plot delle reazioni {\displaystyle B\to DK\ } e {\displaystyle \ D\to K_{S}\pi ^{+}\pi ^{-}}
- misura degli elementi {\displaystyle |V_{ub}|} e {\displaystyle |V_{cb}|} della matrice CKM
- osservazione diretta della violazione CP nelle reazioni {\displaystyle B^{0}\to \pi ^{+}\pi ^{-}\ } e {\displaystyle \ B^{0}\to K^{-}\pi ^{+}}
- osservazione delle transizioni {\displaystyle b\to d}
- evidenza del processo {\displaystyle B\to \tau \nu }
- osservazione di una serie di nuove particelle, tra cui X(3872), Z(4430), Zc(3900)